# باول كواي
باول كواي (بالإنجليزية: Paul Quaye)‏ هو لاعب كرة قدم غاني في مركز الوسط، ولد في 16 سبتمبر 1995 في برشلونة في إسبانيا. شارك مع منتخب غانا تحت 20 سنة لكرة القدم. أما مع النوادي، فقد لعب مع إسبانيول ب وإسبانيول ونادي إلتشي.

## وصلات خارجية
- باول كواي على موقع قاعدة بيانات كرة القدم.إي يو (الإنجليزية)
- باول كواي على موقع Soccerway.com (الإنجليزية)